# KNM Roald Amundsen (F311)
KNM Roald Amundsen é uma fragata da classe Fridtjof Nansen da Defesa Marítima Norueguesa.

## História
O navio que recebeu o numeral de casco "F311", foi encomendado em 23 de junho de 2000, lançado ao mar em 25 de maio de 2005 e comissionado em 21 de maio de 2007.
O barco com tonelagem de 5 290 tons a plena carga, mede 134 m de comprimento e tem uma boca de 16,8 m. O seu calado é de 7,6 m.